# Domingo Báñez

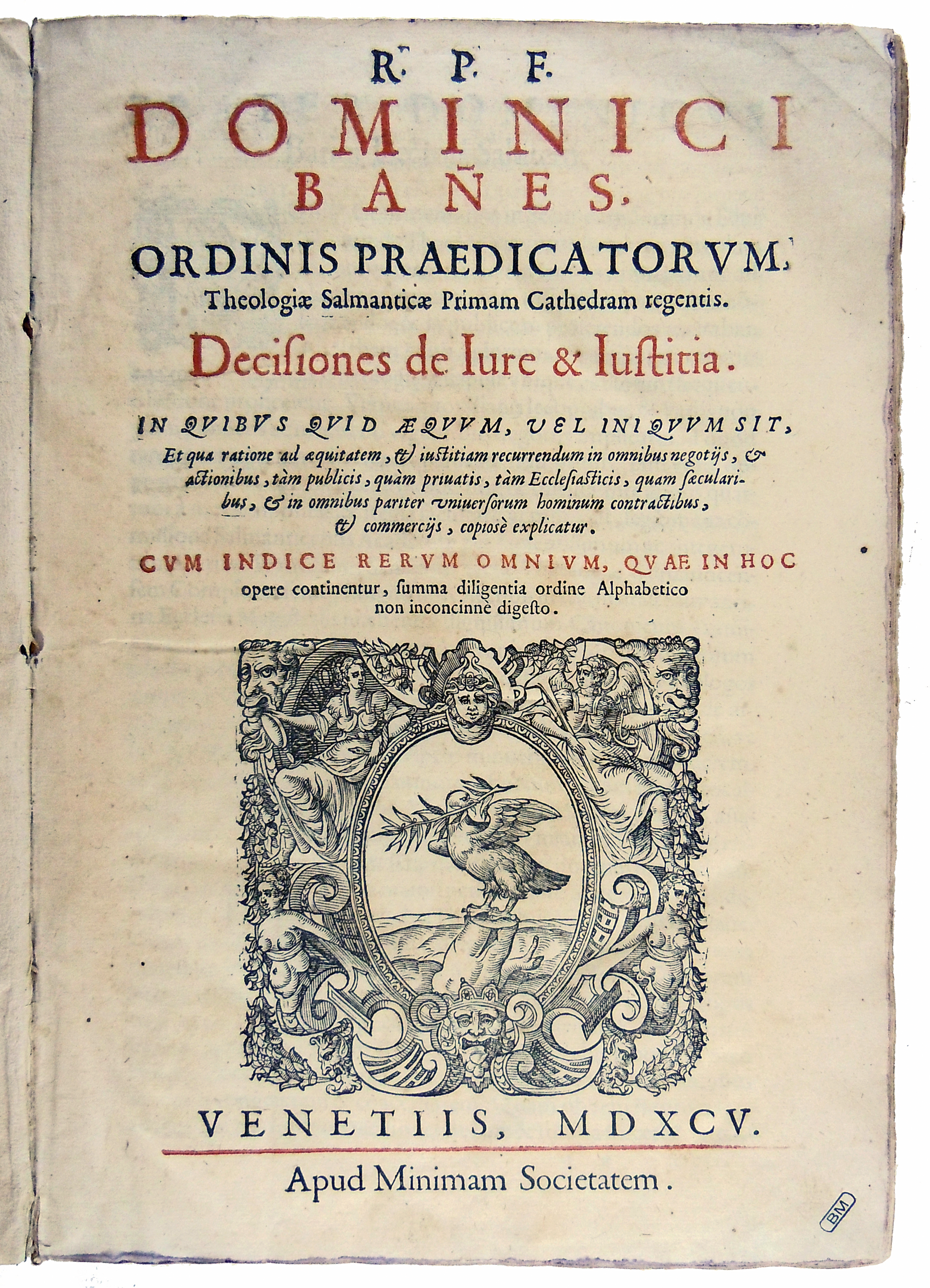
Decisiones de Iure & Iustitia, 1595 (Milano, Fondazione Mansutti).

Domingo Báñez, född 29 februari 1528 i Valladolid, död 22 oktober 1604 i Medina del Campo, var en spansk präst, dominikanmunk och teolog. Han är bland annat känd för sin kontrovers med jesuiten Luis de Molina om synen på förhållandet mellan Guds nåd och människans fria vilja.